# Søren Lindsted
Søren Lindsted (2 februari 1957) is een voormalig Deens voetballer. De aanvaller kwam onder andere uit voor Holbæk in zijn geboorteland en FC Twente uit Nederland.

## Clubcarrière
Lindsted speelde in 1976 met Holbæk in de bekerfinale van Denemarken. Het jaar daarop degradeerde Holbaek uit de Deense 1. division; Lindsted werd daarbij clubtopscorer met 12 competitiedoelpunten. In 1978 werd hij met 30 doelpunten topscorer van de Deense tweede divisie onder de Nederlandse Trainer en oud-keeper van het Nederlands Elftal Piet Kraak. In december 1978 werd hij gecontracteerd door FC Twente. Na een lange winterstop maakte hij begin maart 1979 zijn debuut voor deze club in een thuiswedstrijd tegen FC Utrecht. Lindsted speelde 3,5 jaar voor FC Twente. In 73 competitieduels kwam hij tot twintig doelpunten. Na afloop van seizoen 1981/82 mocht hij vertrekken bij de Tukkers en werd hij ingelijfd door het Belgische KFC Winterslag. Later speelde Lindsted voor RFC de Liège, Holbæk, KB Kopenhagen en opnieuw Holbæk. In 1990 kwam zijn profcarrière ten einde.

## Filmcarrière
Søren Lindsted was samen met onder andere ploeggenoot Hallvar Thoresen te zien in de oorlogsfilm Escape To Victory in 1981. Hij speelde de rol van de voetballende krijgsgevangene Erik Ball.